# 殉情
殉情，也稱殉愛、情死，是指為愛情而自殺的行為。有些人是因為戀情受其他人阻止而殉情，有些則是因為失戀或伴侶死亡而自殺。

## 因戀情受阻而殉情
不少民族的傳統上婚姻是由父母包辦，沒有自由擇偶的權利，一些情侶即使真心相愛也不能結為夫婦。例如東亞傳統封建社會的婚姻講究「父母之命、媒妁之言」，男女在未經父母同意下私訂終身，往往被視為「無媒茍合」，認為有辱家聲；另外又有「良賤不婚」的法例，社會階層不同的人結合也受到重重限制。一些情侶為了反抗這種制度，不接受包辦婚姻和希望與相愛的人在一起，就以自殺來成全兩人結合的心願，視為同生共死，同時也向其他人表示自己的對愛情堅貞，並對不合理的制度作出控訴。西方上層社會亦有類似的現象。
現代社會雖然容許自由戀愛，但家人不支持戀情時仍會給當事人心理壓力，有些人承受不住就會雙雙殉情。日本著名作家太宰治就曾多次与不同的女性殉情自杀，最终也与情妇山崎富荣实现了殉情（参见：太宰治的自杀）。

## 因失戀或伴侶死亡而殉情
有些人因為戀人提出分手、移情別戀、不忠、死亡或其他原因離開自己，感到生無可戀而自殺，這也可以稱為殉情。

## 與殉情相關的作品
不少文學或其他創作都以殉情為題材，反映社會規範對自由戀愛的禁制所造成的悲劇，如中國的《梁山伯與祝英台》、《帝女花》、西方的《羅密歐與茱麗葉》等。又有些是反映因戀人移情而殉情的作品，如《蝴蝶夫人》、《西貢小姐》等。也有些是反映傳統孝道與愛情兩難下殉情的作品，如《孔雀東南飛》。

## 另見
- 殉職
- 殉道